# Daniela Löffner
Daniela Löffner (* 1980 in Freiburg im Breisgau) ist eine deutsche Theaterregisseurin.

## Leben
Nach einer Ausbildung als Fremdsprachenlehrerin im Fach Deutsch war Löffner ab 2003 als Regieassistentin am Theater Freiburg tätig. 2006 nahm sie eine Regieassistenz am Schauspielhaus Düsseldorf auf; sie folgte dorthin der Freiburger Intendantin Amélie Niermeyer, die zur selben Spielzeit die Düsseldorfer Generalintendanz übernahm. In Düsseldorf lieferte Löffner auch erste eigene Regiearbeiten ab, angefangen mit Martin McDonaghs Der Kissenmann.
In den Spielzeiten 2010/11 bis 2013/14 war Löffner Hausregisseurin am Staatstheater Braunschweig. Mit ihrer Uraufführung von Anne Nathers Im Wald ist man nicht verabredet Ende 2009 am Schauspielhaus Zürich wurde sie 2010 zu den Autorentheatertagen Berlin eingeladen; ihre Düsseldorfer Inszenierung von Hesses Demian in eigener Bühnenfassung brachte ihr 2011 eine Nominierung für den Faust-Theaterpreis in der Kategorie „Regie Kinder- und Jugendtheater“ ein. Kinder der Sonne (Schauspielhaus Zürich) wurde 2013 zum Festival Radikal jung eingeladen. 2014 wurde Löffner für ihre Arbeiten Kinder der Sonne und Der Sturm (Staatstheater Braunschweig) mit dem Kurt-Hübner-Regiepreis ausgezeichnet. Ihre Inszenierung Väter und Söhne am Deutschen Theater Berlin wurde 2016 zum Theatertreffen eingeladen. Ihre Inszenierung Einsame Menschen am Deutschen Theater Berlin wurde für den Friedrich-Luft-Preis 2022 nominiert. Daniela Löffner arbeitete häufig am Schauspielhaus Zürich unter der Intendanz von Barbara Frey, außerdem in München, Bochum und Frankfurt. Sie arbeitet zur Zeit u. a. regelmäßig am Deutschen Theater Berlin und dem Dresdner Staatsschauspiel. Seit der Spielzeit 2021/2022 ist sie zusammen mit Lily Sykes Hausregisseurin am Staatsschauspiel Dresden.
Löffner lebt mit dem Schauspieler Oliver Simon in Dresden.

## Inszenierungen (Auswahl)
- 2007: Siebzehn von Juliane Kann (Uraufführung), Junges Schauspielhaus Düsseldorf[8]
- 2008: Piaf. Keine Tränen von Juliane Kann (Uraufführung), Schauspielhaus Düsseldorf[9]
- 2009: Im Wald ist man nicht verabredet von Anne Nather (Uraufführung), Schauspielhaus Zürich[10]
- 2009: Happy von Dorris Dörrie, Stadttheater Ingolstadt
- 2010: Demian von Hermann Hesse (Eigene Bearbeitung), Junges Schauspielhaus Düsseldorf[11]
- 2010: Aller Tage schwarzer Kater von Anne Nather (Uraufführung), Staatstheater Braunschweig[12]
- 2010: Die Wildente von Henrik Ibsen, Schauspielhaus Düsseldorf[13]
- 2011: Liliom von Franz Molnár, Staatstheater Braunschweig[14]
- 2011: Täter von Thomas Jonigk, Schauspielhaus Zürich[15]
- 2011: Kabale und Liebe von Friedrich Schiller, Staatstheater Braunschweig[16]
- 2011: Das Ding von Philipp Löhle, Deutsches Theater Berlin (Box)[17]
- 2012: Das Versprechen nach Friedrich Dürrenmatt (Eigene Bearbeitung), Schauspielhaus Zürich (Pfauen)[18]
- 2012: Landscape with the Fall von Ivana Sajko, Staatstheater Braunschweig[19]
- 2012: Der Besuch der alten Dame von Friedrich Dürrenmatt, Staatstheater Braunschweig[20]
- 2012: Kinder der Sonne von Maxim Gorki, Schauspielhaus Zürich[21]
- 2013: Der Sturm von William Shakespeare, Staatstheater Braunschweig[22]
- 2013: Die schönen Tage von Aranjuez von Peter Handke, Residenztheater München (Marstall)[23]
- 2014: Alltag und Ekstase von Rebekka Kricheldorf, Deutsches Theater Berlin (Kammerspiele)[24]
- 2014: Mein Kampf von George Tabori, Staatstheater Braunschweig[25]
- 2014: Sommernachtstraum von William Shakespeare, Schauspielhaus Zürich (Pfauen)[26]
- 2017: Agnes nach Peter Stamm (Uraufführung), Schauspielhaus Zürich[27]
- 2014: Die lächerliche Finsternis von Wolfram Lotz, Deutsches Theater Berlin (Kammerspiele)[28]
- 2015: Hexenjagd von Arthur Miller, Schauspielhaus Bochum[29]
- 2015: Jede Stadt braucht ihren Helden von Philipp Löhle (Uraufführung), Deutsches Theater Berlin (Box)[30]
- 2015: Die Möwe von Anton Tschechow, Theater Freiburg[31]
- 2015: Väter und Söhne von Iwan Turgenjew, Deutsches Theater Berlin (Einladung zum Berliner Theatertreffen)[32]
- 2016: Nathan der Weise von Gotthold Ephraim Lessing, Schauspielhaus Zürich (Pfauen)[33]
- 2016: Mephisto von Klaus Mann (Eigene Bearbeitung), Schauspielhaus Bochum[34]
- 2017: Professor Bernhardi von Arthur Schnitzler, Staatsschauspiel Dresden[35]
- 2017: Farm der Tiere von George Orwell, eigene Bearbeitung, Düsseldorfer Schauspielhaus[36]
- 2018: Sommergäste von Maxim Gorki, Deutsches Theater Berlin[37]
- 2019: Franziska Linkerhand von Brigitte Reimann, Deutsches Theater Berlin[38]
- 2019: Mein Kampf von George Tabori, Staatsschauspiel Dresden
- 2020: Der Zauberberg von Thomas Mann, Staatsschauspiel Dresden.
- 2021: Einsame Menschen von Gerhart Hauptmann, Deutsches Theater Berlin[39]
- 2022: Licht der Welt von Raphaela Bardutzky, Remmidemmi Festival, Theater Heidelberg
- 2023: Am Strand der weiten Welt von Simon Stephens, Deutsches Theater Berlin
- 2023: Sylvia und Sybille von Christa Winsloe, Staatsschauspiel Dresden[40]
- 2023: Lulu von Frank Wedekind, Staatsschauspiel Dresden[41]
- 2024: Die Jagd von Thomas Vinterberg und Tobias Lindholm, Staatsschauspiel Dresden